# Campeonato Mundial de Atletismo en Pista Cubierta de 2004
El X Campeonato Mundial de Atletismo en Pista Cubierta se celebró en Budapest (Hungría) entre el 5 y el 7 de marzo de 2004 bajo la organización de la Asociación Internacional de Federaciones de Atletismo y la Federación Húngara de Atletismo.
Las competiciones se llevaron a cabo en la Arena de Budapest.

## Resultados

### Masculino
| Evento                    | Oro                                                                             | Plata                                                                                | Bronce                                                                                             |
| ------------------------- | ------------------------------------------------------------------------------- | ------------------------------------------------------------------------------------ | -------------------------------------------------------------------------------------------------- |
| 60 m (05.03)              | Jason Gardener Reino Unido 6,49 s                                               | Shawn Crawford Estados Unidos 6,52 s                                                 | Geórgios Theodorídis · Grecia · 6,54 s                                                             |
| 200 m (07.03)             | Dominic Demeritte Bahamas 20,66                                                 | Johan Wissman · Suecia · 20,72                                                       | Tobias Unger · Alemania · 21,02                                                                    |
| 400 m (06.03)             | Alleyne Francique Granada 45,88                                                 | Davian Clarke Jamaica 45,92                                                          | Gary Kikaya R.D. del Congo 46,30                                                                   |
| 800 m (07.03)             | Mbulaeni Mulaudzi Sudáfrica 1:45,71                                             | Rashid Ramzi Baréin 1:46,15                                                          | Osmar Barbosa dos Santos · Brasil · 1:46:26                                                        |
| 1.500 m (07.03)           | Paul Korir Kenia 3:52,31                                                        | Ivan Heshko · Ucrania · 3:52,34                                                      | Laban Rotich Kenia 3:52,93                                                                         |
| 3.000 m (06.03)           | Bernard Lagat Kenia 7:56,34                                                     | Rui Silva Portugal 7:57,08                                                           | Markos Geneti Etiopía 7:57,87                                                                      |
| 60 m vallas (06.03)       | Allen Johnson Estados Unidos 7,36                                               | Xiang Liu China 7,43                                                                 | Maurice Wignall Jamaica 7,48                                                                       |
| Salto de altura (06.03)   | Stefan Holm · Suecia · 2,35 m                                                   | Yaroslav Ribakov · Rusia · 2,32 m                                                    | Ştefan Vasilache · Rumania / · Germaine Mason · Jamaica · Jaroslav Bába · República Checa · 2,25 m |
| Salto con pértiga (07.03) | Igor Pavlov · Rusia · 5,80                                                      | Adam Ptáček · República Checa · 5,70                                                 | Denis Yurchenko · Ucrania · 5,70                                                                   |
| Salto de longitud (06.03) | Savante Stringfellow Estados Unidos 8,40                                        | James Beckford Jamaica 8,31                                                          | Vitali Shkurtalov · Rusia · 8,28                                                                   |
| Salto triple (07.03)      | Christian Olsson · Suecia · 17,83                                               | Jadel Gregório · Brasil · 17,43                                                      | Yoandri Betanzos · Cuba · 17,36                                                                    |
| Peso (07.03)              | Chirstian Cantwell Estados Unidos 21,49                                         | Reese Hoffa Estados Unidos 21,07                                                     | Joachim Olsen Dinamarca 20,99                                                                      |
| 4 x 400 m (07.03)         | Jamaica Gregory Haughton Leroy Colquhoun Michael McDonald Davian Clarke 3:05,21 | Rusia · Dimitri Forshev · Boris Gorban · Andrei Rutnitski · Alexander Usov · 3:06,23 | Irlanda Robert Daly Gary Ryan David Gillick David McCarthy 3:10,44                                 |
| Heptatlón (07.03)         | Roman Šebrle · República Checa · 6.438 pts.                                     | Bryan Clay Estados Unidos 6.365 pts.                                                 | Lev Lobodin · Rusia · 6.203 pts.                                                                   |

### Femenino
| Evento                    | Oro                                                                                         | Plata                                                                                    | Bronce                                                                         |
| ------------------------- | ------------------------------------------------------------------------------------------- | ---------------------------------------------------------------------------------------- | ------------------------------------------------------------------------------ |
| 60 m (05.03)              | Gail Devers Estados Unidos 7,08 s                                                           | Kim Gevaert · Bélgica · 7,12 s                                                           | Yulia Nestsiarenka · Bielorrusia · 7,12 s                                      |
| 200 m (07.03)             | Natalia Safronnikava · Bielorrusia · 23,13                                                  | Svetlana Goncharenko · Rusia · 23,15                                                     | Karin Mayr-Krifka · Austria · 23,18                                            |
| 400 m (06.03)             | Natalia Nazarova · Rusia · 50,19                                                            | Olesia Krasnomovets · Rusia · 50,65                                                      | Tonique Williams-Darling Bahamas 505,87                                        |
| 800 m (07.03)             | Maria de Lurdes Mutola Mozambique 1:58,50                                                   | Jolanda Čeplak Eslovenia 1:58,72                                                         | Joanne Fenn Reino Unido 1:59,50                                                |
| 1.500 m (06.03)           | Kutre Dulecha Etiopía 4:06,40                                                               | Carmen Douma · Canadá · 4:08,18                                                          | Gulnara Samitova · Rusia · 4:08,26                                             |
| 3.000 m (07.03)           | Meseret Defar Etiopía 9:11,22                                                               | Berhane Adere Etiopía 9:11,43                                                            | Shayne Culpepper Estados Unidos 9:12,15                                        |
| 60 m vallas (07.03)       | Perdita Felicien · Canadá · 7,75                                                            | Gail Devers Estados Unidos 7,78                                                          | Linda Ferga-Khodadin Francia 7,82                                              |
| Salto de altura (07.03)   | Elena Slesarenko · Rusia · 2,04 m                                                           | Anna Chícherova · Rusia · 2,00 m                                                         | Blanka Vlašić · Croacia · 1,97 m                                               |
| Salto con pértiga (06.03) | Yelena Isinbáyeva · Rusia · 4,86                                                            | Stacy Dragila Estados Unidos 4,81                                                        | Svetlana Feofánova · Rusia · 4,70                                              |
| Salto de longitud (07.03) | Tatiana Lebedeva · Rusia · 6,98                                                             | Tatiana Kotova · Rusia · 6,93                                                            | Carolina Klüft · Suecia · 6,92                                                 |
| Salto triple (06.03)      | Tatiana Lébedeva · Rusia · 15,36                                                            | Yamilé Aldama Sudán 14,90                                                                | Hrisopiyí Devetzí · Grecia · 14,73                                             |
| Peso (05.03)              | Svetlana Kriveliova · Rusia · 19,90                                                         | Yumileidi Cumbá · Cuba · 19,31                                                           | Nadine Kleinert · Alemania · 19,05                                             |
| 4 x 400 m (07.03)         | Rusia · Olesia Krasnomovets · Olga Kotliarova · Tatiana Levina · Natalia Lazarova · 3:23,88 | Bielorrusia · Natalia Solohub · Anna Kozak · Ilona Usovich · Sviatlana Usovich · 3:29,96 | Rumania · Angela Moroşanu · Alina Râpanu · Maria Rus · Ionela Târlea · 3:30,06 |
| Pentatlón (05.03)         | Naide Gomes Portugal 4.759 pts.                                                             | Natallia Dobrynska · Ucrania · 4.727 pts.                                                | Austra Skujytė · Lituania · 4.679 pts.                                         |

1. ↑  Descalificación por dopaje de la medallista de oro, la rusa Anastasiya Kapachinskaya.[1]
2. ↑  Descalificación por dopaje de la medallista de oro, la ucraniana Vita Pavlysh.[1]

## Medallero
| Núm. | País            | Oro | Plata | Bronce | Total |
| ---- | --------------- | --- | ----- | ------ | ----- |
| 1    | Rusia           | 8   | 6     | 4      | 18    |
| 2    | Estados Unidos  | 4   | 5     | 1      | 10    |
| 3    | Etiopía         | 2   | 1     | 1      | 4     |
| 3    | Suecia          | 2   | 1     | 1      | 4     |
| 5    | Kenia           | 2   | 0     | 1      | 3     |
| 6    | Jamaica         | 1   | 2     | 2      | 5     |
| 7    | Bielorrusia     | 1   | 1     | 1      | 3     |
| 7    | República Checa | 1   | 1     | 1      | 3     |
| 9    | Canadá          | 1   | 1     | 0      | 2     |
| 9    | Portugal        | 1   | 1     | 0      | 2     |
| 11   | Bahamas         | 1   | 0     | 1      | 2     |
| 11   | Reino Unido     | 1   | 0     | 1      | 2     |
| 13   | Granada         | 1   | 0     | 0      | 1     |
| 13   | Mozambique      | 1   | 0     | 0      | 1     |
| 13   | Sudáfrica       | 1   | 0     | 0      | 1     |
| 16   | Ucrania         | 0   | 2     | 1      | 3     |
| 17   | Brasil          | 0   | 1     | 1      | 2     |
| 17   | Cuba            | 0   | 1     | 1      | 2     |
| 19   | Baréin          | 0   | 1     | 0      | 1     |
| 19   | Bélgica         | 0   | 1     | 0      | 1     |
| 19   | China           | 0   | 1     | 0      | 1     |
| 19   | Eslovenia       | 0   | 1     | 0      | 1     |
| 19   | Sudán           | 0   | 1     | 0      | 1     |
| 24   | Alemania        | 0   | 0     | 2      | 2     |
| 24   | Grecia          | 0   | 0     | 2      | 2     |
| 24   | Rumania         | 0   | 0     | 2      | 2     |
| 27   | Austria         | 0   | 0     | 1      | 1     |
| 27   | R.D. del Congo  | 0   | 0     | 1      | 1     |
| 27   | Croacia         | 0   | 0     | 1      | 1     |
| 27   | Dinamarca       | 0   | 0     | 1      | 1     |
| 27   | Francia         | 0   | 0     | 1      | 1     |
| 27   | Irlanda         | 0   | 0     | 1      | 1     |
| 27   | Lituania        | 0   | 0     | 1      | 1     |
|      | TOTAL           | 28  | 28    | 30     | 86    |